# Iglesia de San Pedro y San Pablo (Tula)
La Iglesia de San Pedro y San Pablo (en ruso: Храм Святых Апостолов Петра и Павла) es un templo católico ubicado en Tula, Rusia.
Para el siglo XX existía ya un millar de católicos en Tula y su entorno, y la capilla anterior se hizo insuficiente. La comunidad recibió el permiso para construir una iglesia el 28 de mayo de 1893. La nueva iglesia de ladrillo construida en estilo neogótico por el arquitecto Skawronski fue consagrada en 1896. Después de la revolución de 1917 y el final de la guerra en Occidente, muchos polacos migraron a la nueva Polonia y la parroquia quedó debilitada. La propiedad de la iglesia fue nacionalizada en 1918 y cerrada en 1932. Un diario se estableció en el lugar.
La parroquia católica fue restaurada en 1993 y temporalmente se instaló en 1995 en un antiguo garaje. En 2005 recibió el permiso para recuperar la iglesia que requirió una restauración. Se abrió el 23 de diciembre de 2007 y el arzobispo Paolo Pezzi la bendijó el 6 de julio de 2008.

## Véase también

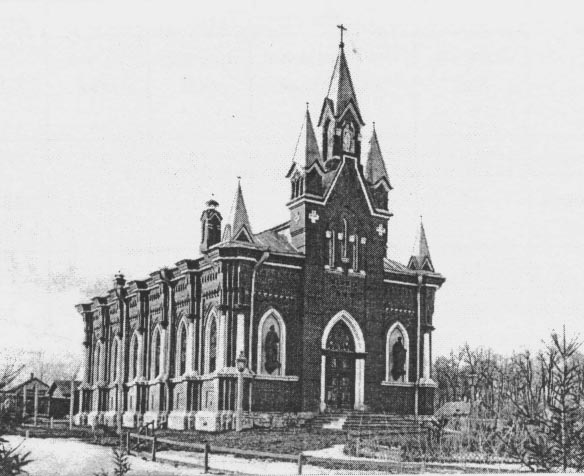
Vista del templo a principios del Siglo XX